# Heinrich Marschner

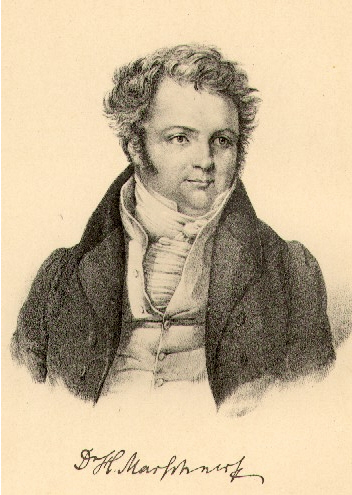
Heinrich Marschner

Heinrich August Marschner, född 16 augusti 1795 i Zittau, död 16 december 1861 i Hannover, var en tysk tonsättare och kapellmästare. Han är mest känd för sina skräckoperor Der Vampyr och Hans Heiling.
Marschner var redan under gymnasietiden verksam som körsångare och ville efter målbrottet bli tonsättare. Trots allvarliga brister i sin musikaliska skolning skrev han 1810 baletten Die stoltze Bäuerin. Han började studera juridik i Leipzig, men även musik för Daniel Gottlob Türk och företog sina första konsertturnéer, varefter han slutgiltigt bestämde sig för musikeryrket. År 1816 erbjöds han en tjänst som musiklärare hos greve Ferdinánd Zichy i Bratislava och engagerades sedan som kapellmästare. År 1820 uppförde Carl Maria von Weber Marschners opera Heinrich IV und d'Aubigné i Dresden, där tonsättaren anställdes som musikdirektör och även skrev flera sceniska verk. År 1826 lämnade han Dresden, eftersom han nekades att efterträda Weber. Efter en längre konsertturné övertog han 1827 ledningen för orkestern vid Stadttheater i Leipzig och blev 1831 kapellmästare vid Hoftheater i Hannover. Efter pensioneringen 1859 bosatte han sig i Paris.

## Verk (urval)

### Operor
- Titus (1816)
- Saidar und Zulima (1818)
- Das stille Volk (1818)
- Heinrich IV und d'Aubigné (1820)
- Der Kyffhäuserberg (1822)
- Der Holzdieb (1825)
- Lukretia (1827)
- Der Vampyr (1828)
- Der Templer und die Jüdin (1829)
- Des Falkners Braut (1832)
- Hans Heiling (1833)
- Das Schloss am Ätna (1836)
- Der Bäbu (1838)
- Kaiser Adolph von Nassau (1845)
- Austin (1852)
- Sangeskönig Hiarne oder das Tyrsingsschwert (1863

### Kammarmusik
- Pianotrio nr 1 i a-moll, op. 29
- Pianotrio nr 2 i g-moll, op. 111
- Pianotrio nr 3 i f-moll, op. 121
- Pianotrio nr 4 i D-dur, op. 135
- Pianotrio nr 5 i d-moll, op. 138
- Pianotrio nr 6 i c-moll, op. 148
- Pianotrio nr 7 i F-dur, op. 167
- Pianokvartett nr 1 i B-dur, op. 36
- Pianokvartett nr 2 i G-dur, op. 158